# Shōnen King
Shōnen King (少年キング?   少年KING) fue una revista semanal de manga Shōnen japonesa que empezó en 8 de julio de 1963, bajo el sello de la editorial, Shōnen Gahōsha; en el año de 1982 se suspendió su publicación del mes de abril y terminó en el mes de diciembre de 1988.

## Historia
La primera vez que se publica la revista en Japón, se posiciona en el tercer lugar tomando como referencia a las editoriales, Kōdansha y Shōgakukan en los primeros lugares, a pesar de que esta sólo fue lanzada por editoriales pequeñas y medianas empresas. Después de un tiempo la editorial encargada de la revista, empieza a producir muchas obras que tienen cada vez un impacto (como Puella Magi Madoka Magica) mucho mayor sobre el público (en general los hombres jóvenes) y por lo tanto, la empresa pronto estuvo compitiendo con otras editoriales con más tiempo en el mercado como: Shūkan Shōnen Jump, Shūkan Shōnen Magazine, Shūkan Shōnen Sunday, Shukan Shōnen Champion, entre otras.

## Mangas Publicados
- Galaxy Express 999
- Batman (Bat-Manga!)
- Shonan Bakusouzoku
- Yojigen Sekai
- Apollo no Uta
- Hitokiri
- Kami no Toride
- Tenku Senki Shurato

### Para leer más
- Saito Takao "Un hombre estaba mirando la puesta de sol － Biografía de Ikki Kajiwara" (Shinchōsha、1995, ISBN 4-10-403001-5)
- "Enciclopedia separada con 70 dibujos animados de Treasure Island" (Takarajimasha, 1996, ISBN 4-79-669288-6)
- Shinbo Nobunaga "Revistas de manga desaparecidas" (Media Factory, 2000, ISBN 4-84-010006-3)
- Homma Masao "Dibujos animados del chico de la Gran Guerra" (Aoiuma-sha, 2000, ISBN 4-88-388052-4)